# Wittlingen
Wittlingen település Németországban, azon belül Baden-Württembergben. Lakosainak száma 957 fő (2023. december 31.).

## Népesség
A település népessége az elmúlt években az alábbi módon változott:
| Lakosok száma | 396  | 448  | 546  | 620  | 647  | 705  | 832  | 935  | 957  | 957  |
|               | 1961 | 1967 | 1974 | 1980 | 1987 | 1993 | 2000 | 2006 | 2013 | 2023 |